# Banloc
Banloc (en alemany: Banlok; en hongarès: Bánlak) és una comuna al comtat de Timiș (Romania). La componen quatre pobles: Banloc, Ofsenița (Ofsenitz ; Karátsonyifalva), Partoș (Partos) i Soca (Karátsonyiliget).

## Nom
El nom Banloc va néixer originalment per la fusió de dues paraules: el nom del déu "Pan" i la paraula "loc" (lloc), "el lloc de Pan". Més tard, quan el "pa" es va convertir en "prohibició", va mantenir el significat original d'un mestre. El castell de Panloc es va convertir en el castell de Banloc, nom conservat fins ara. Hi ha un relleu sobre una de les portes d’accés al soterrani del castell, en baix relleu que representa el déu Pan tocant la siringe. A més, estàtues en forma de faunes que servien per guardar els carrerons del parc, fragments d’aquestes es conserven actualment al Museu del Banat a Timișoara, juntament amb diverses estàtues del mateix origen.

## Història

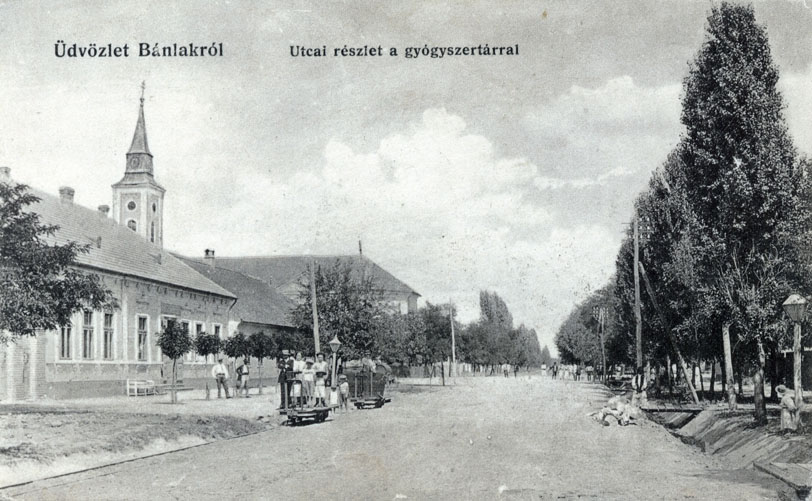
Vista del centre Banloc prop de l'any 1906

El primer testimoni que dona fe de la seva existència és del 13 de maig de 1400 en un document donat al secretari de Cenad, amb el nom de „Byallak”. Durant gairebé dos segles (1552-1716) va ser la residència d'estiueig del paixà de Temeşvar Eyalet. El 1716, els austríacs van conquerir Banat. Al cens de 1717 es va registrar com a Panloch, pertanyent al districte de Ciacova amb 85 cases habitades. Al mapa del comte Mercy fet entre 1723-1725, el poble apareix com a Banlok. Tot i que la zona estatal de Banloc està assignada, per l'intercanvi de terres, a la prohibició croata de Drašković. El 1783 el domini es ven al comte Lázár Karátsonyi del Karátsonyi de Beodra (actual Novo Miloševo, Sèrbia, província de Vojvodina), que deu anys després va construir sobre antics fonaments, l'actual castell situat al centre del poble.
La història de Banloc està estretament lligada a la història del domini i al seu rendiment econòmic. El domini dels comtes de Karátsonyi incloïa extensos boscos rics en caça, terres de cultiu - la majoria dels quals eren espectaculars camps d’arròs de Topolea (hongarès: Topolyapuszta) - llacs de pesca, plantacions de tabac, animals de granja (de Pescuș), granges, destil·leria i un molí situat a prop de l'estació de tren de Banloc. Després de 1919, el domini perd una part de la terra a causa de la frontera que va aparèixer entre el Regne de Romania i el Regne de Iugoslàvia. Fins i tot després de la reforma agrícola de 1921, la zona de Banloc, amb el castell i el parc, va continuar sent una de les més grans del país. La Casa Reial de Romania s'interessa pel seu destí i, el 1935, va ser redimida de la família Karátsonyi. En aquell moment, Banloc es va convertir en domini reial i residència permanent de la princesa Isabel, antiga reina de Grècia, germana del rei Carol II de Romania.

## Llocs destacables
- Castell de Banloc
- Monestir "Sf. Iosif cel Nou" al poble de Partoș

## Galeria

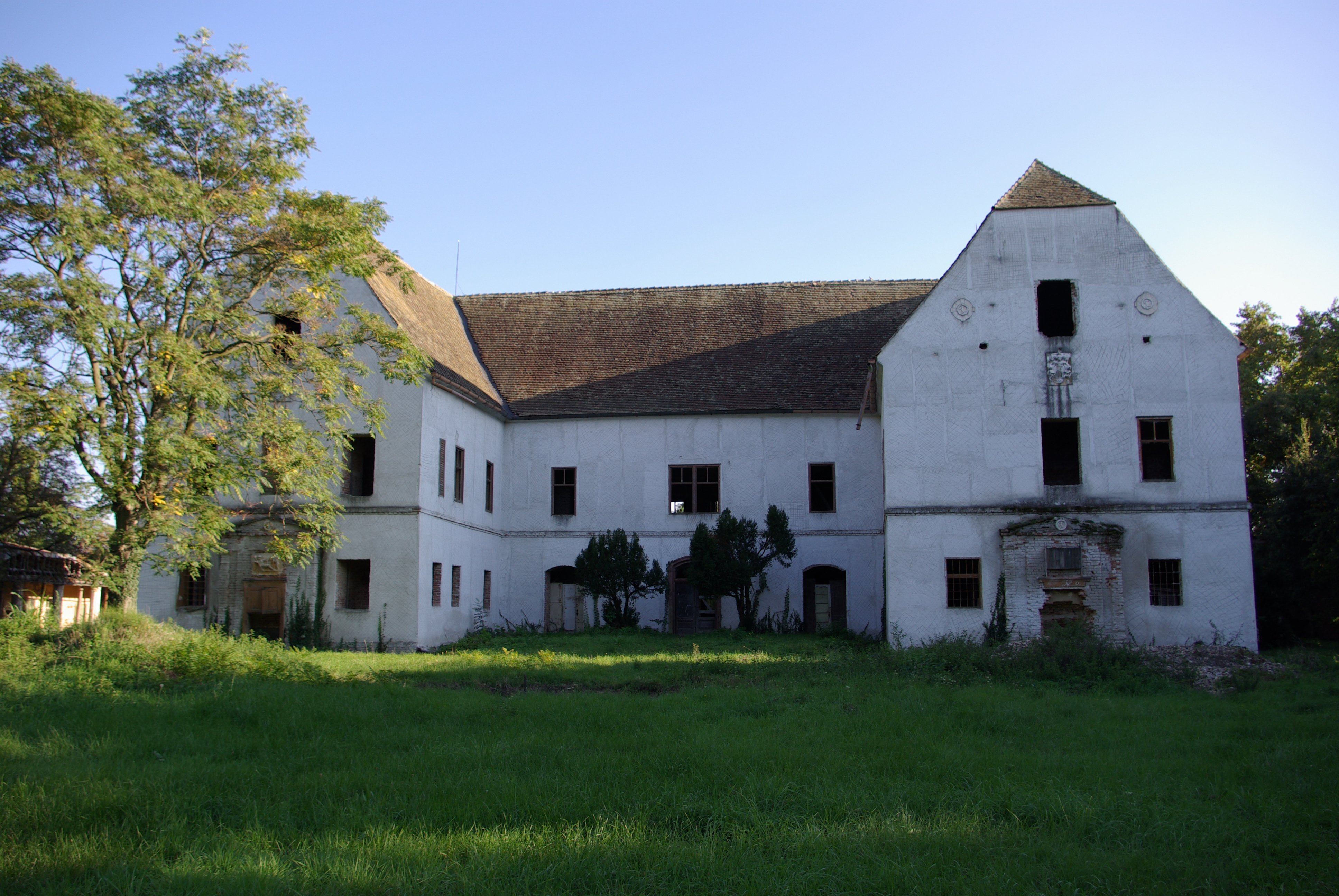
Castell de Banloc el 2007
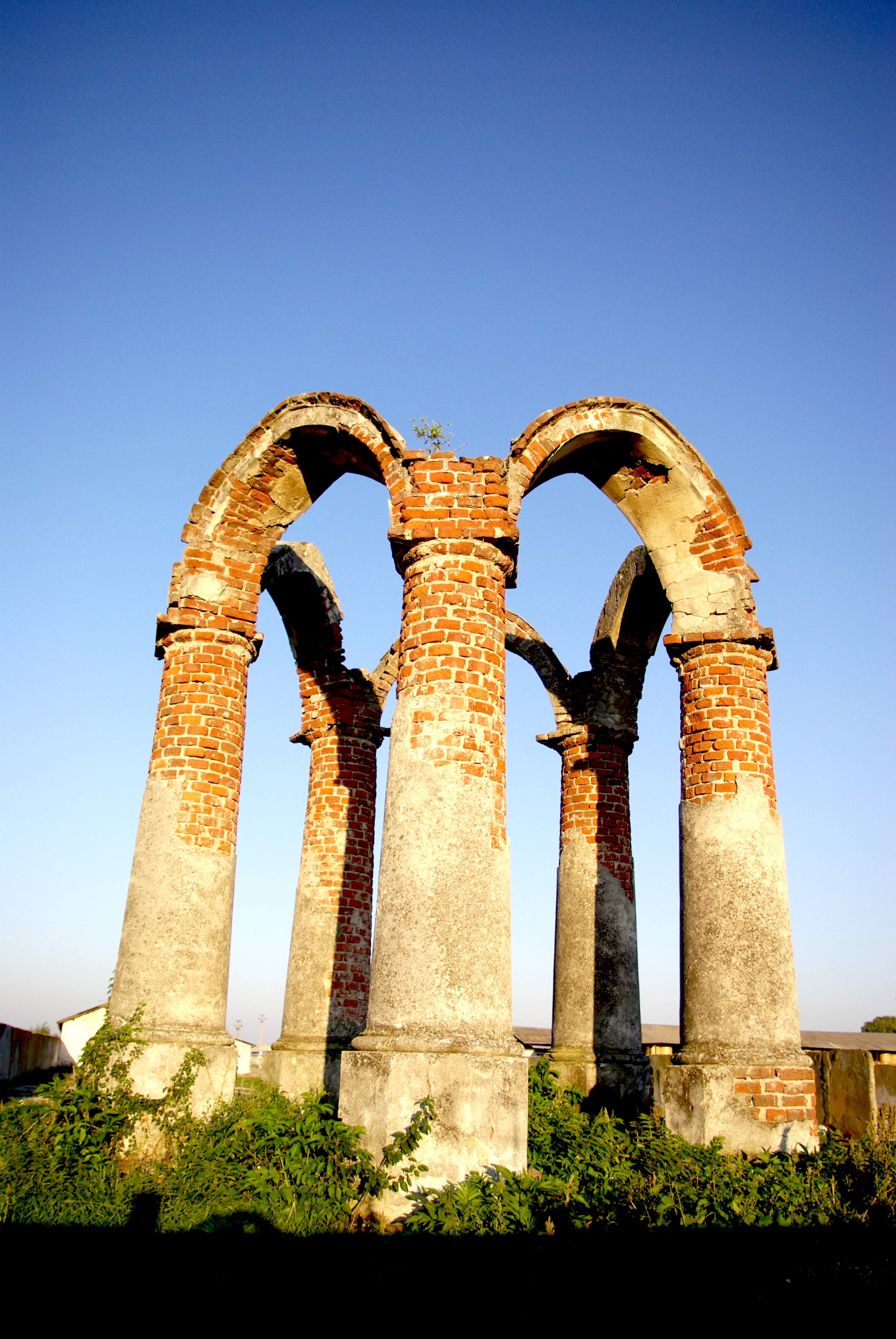
Glorieta
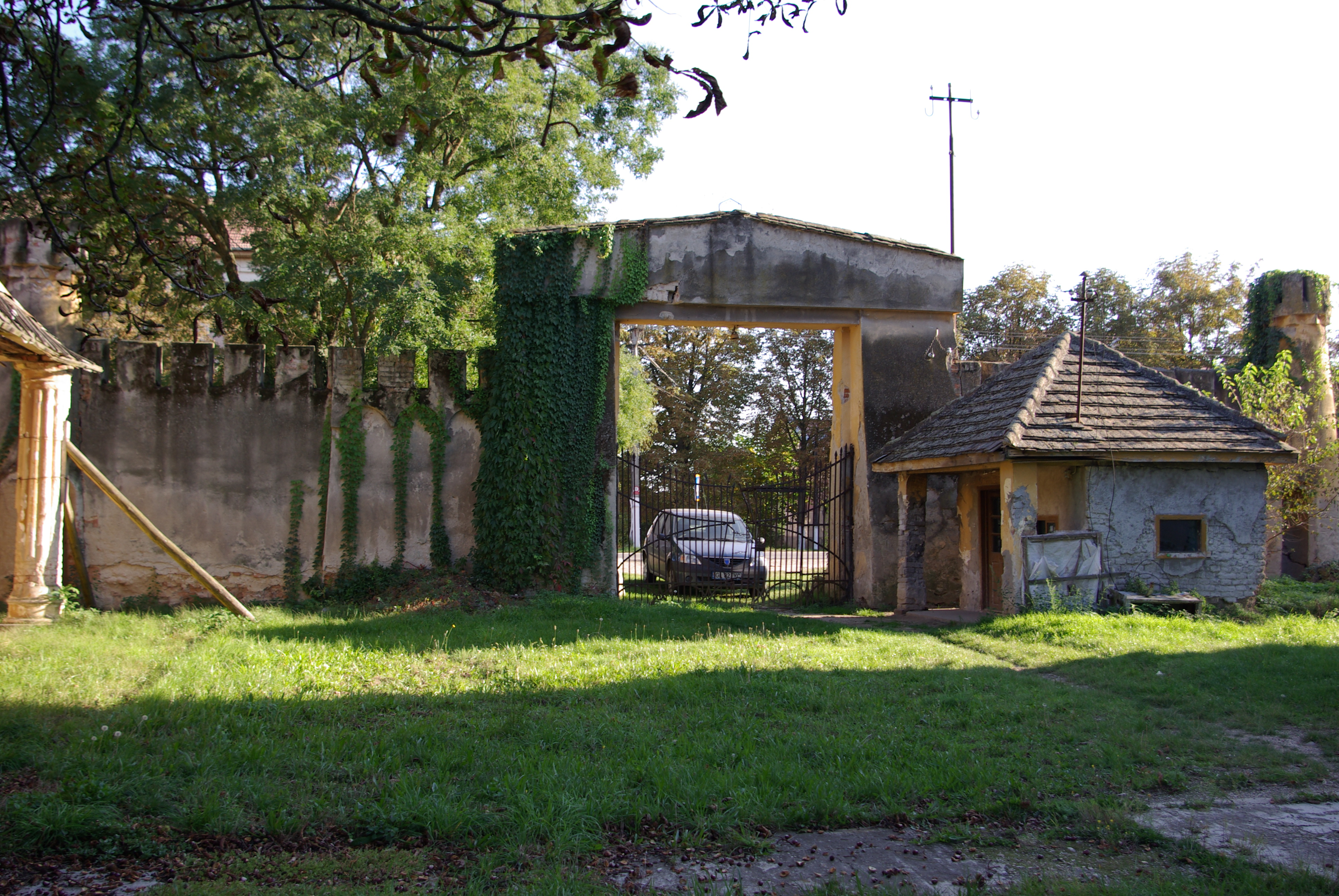
Porta del Castell
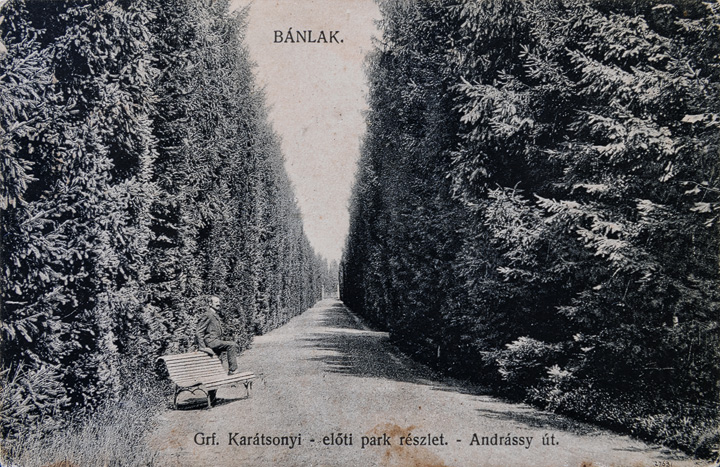
Carreró Andrássy